# Cuero
Cuero is een plaats (city) in de Amerikaanse staat Texas, en valt bestuurlijk gezien onder DeWitt County.

## Demografie
Bij de volkstelling in 2000 werd het aantal inwoners vastgesteld op 6571.

## Geografie
Volgens het United States Census Bureau beslaat de plaats een oppervlakte van
12,8 km², geheel bestaande uit land. Cuero ligt op ongeveer 59 m boven zeeniveau.

## Plaatsen in de nabije omgeving
De onderstaande figuur toont nabijgelegen plaatsen in een straal van 40 km rond Cuero.

## Geboren
- Fred Hansen (29 december 1940), polsstokhoogspringer